# サムエル・パピ
サムエル・パピ（Samuele Papi, 1973年5月20日 - ）は、イタリアの元男子バレーボール選手。アンコーナ出身。ポジションはウイングスパイカー。元イタリア代表。

## 来歴
1990年、17歳でセリエA・ファルコナーラへ入団。1994年にクーネオへ移籍し、1998年からシスレー・トレヴィーゾに所属。トレヴィーゾで6度のリーグ優勝、コッパ・イタリアで5度の優勝、イタリア・スーパーカップで7度の優勝、欧州チャンピオンズリーグ連覇に貢献するなど、セリエAの顔として活躍した。
1993年、ナショナルチーム代表に選出され、2004年に代表を退くまでイタリア代表として歴代5位となる通算339試合に出場。バレーボール選手としては小柄ながら、高度なテクニックを持ち、安定感のあるプレーで、長年ナショナルチームのレセプションとサイド攻撃の要のレフトプレイヤーとして活躍し、2003年欧州選手権でベストレシーバー賞、2004年ワールドリーグでベストスパイカー賞を受賞した。
3大会連続出場したオリンピックでは、1996年アトランタオリンピックと、2004年アテネオリンピックで銀メダル、2000年シドニーオリンピックで銅メダル獲得に貢献した。
2012年8月のロンドンオリンピックでは、銅メダルを獲得した。
2022年にバレーボール殿堂入り。

## 球歴
ナショナルチーム代表歴
- オリンピック - 1996年（銀メダル）、2000年（銅メダル）、2004年（銀メダル）、2012年（銅メダル）
- 世界選手権 - 1994年、1998年（金メダル）
- ワールドカップ - 1995年（金メダル）、2003年（銀メダル）、1999年（銅メダル）
- ワールドリーグ - 1993年、1994年、1995年、1997年、1999年、2000年（優勝）
- 欧州選手権 - 1995年、1999年、2003年（優勝）

クラブチーム優勝歴
- セリエA1 - 1999年、2001年、2003年、2004年、2005年、2007年
- コッパ・イタリア - 1996年、2000年、2004年、2005年、2007年
- イタリア・スーパーカップ - 1997年、1999年、2001年、2002年、2004年、2005年、2006年
- CEVカップ - 1996年、2003年
- 欧州チャンピオンズリーグ - 1999年、2000年、2006年
- 欧州スーパーカップ - 1996年、1997年、1999年

## 所属クラブ
- パッラヴォーロ・ファルコナーラ （1990-1994年）
- クーネオVBC （1994-1998年）
- シスレー・トレヴィーゾ （1998-2011年）
- パッラヴォーロ・ピアチェンツァ （2011-2017年）